# NGC 6926
NGC 6926 ist eine aktive Balken-Spiralgalaxie mit ausgedehnten Sternentstehungsgebieten vom Hubble-Typ SBc/P im Sternbild Adler am Nordsternhimmel. Sie ist schätzungsweise 269 Millionen Lichtjahre von der Milchstraße entfernt und hat einen Durchmesser von etwa 155.000 Lichtjahren. Gemeinsam mit NGC 6929 bildet sie das Galaxienpaar Holm 781.
Im selben Himmelsareal befindet sich weiterhin u. a. die Galaxie NGC 6922.
Das Objekt wurde am 21. Juli 1784 von Wilhelm Herschel entdeckt.